# Ванат, Пётр Михайлович
Пётр Михайлович Ванат (укр. Петро Михайлович Ванат; 28 января 1938, с. Дубно, Перемышльский повят, Подкарпатское воеводство, Польская Республика — 8 февраля 2017, Запорожье, Украина) — советский партийный и украинский государственный деятель, первый секретарь Запорожского горкома КПУ (1985—1990), народный депутат Украины (2014—2017). Почётный гражданин города Запорожье.

## Биография
В 1961 г. окончил металлургический факультет Донецкого политехнического института по специальности «инженер-металлург». В 1982 году окончил Высшую партийную школу при ЦК КПУ.
С 1961 г. работал на комбинате «Запорожсталь» подручным сварщика, сварщиком, старший сварщик нагревательных колодцев, исполняющим обязанности диспетчера, начальником смены, старшим мастером цеха слябинга. В 1965 г. возглавил комитет комсомола «Запорожстали».
- 1970—1971 гг. — инструктор организационного отдела Запорожского областного комитета КПУ,
- 1971—1975 гг. — первый секретарь Запорожского областного комитета ЛКСМУ,
- 1975—1980 гг. — первый секретарь Заводского районного комитета КПУ в г. Запорожье,
- 1980—1985 гг. — второй секретарь Запорожского городского комитета КПУ,
- 1985 г. — заведующий отделом транспорта и связи Запорожского областного комитета КПУ,
- 1985—1991 гг. — первый секретарь Запорожского горкома КПУ.

Член ЦК КПУ (1986—1991).
- 1990—1992 гг. — заместитель председателя исполнительного комитета Запорожского областного совета по вопросам промышленности и энергетики,
- 1992—1993 гг. — начальник Главного управления экономики исполнительного комитета Запорожского областного совета,
- 1993—1995 гг. — начальник управления внешнеэкономических связей Запорожской облгосадминистрации,
- 1995—1998 гг. — заместитель председателя Запорожской облгосадминистрации по вопросам промышленности и энергетики.

В 1998 г. баллотировался в Верховную Раду Украины по мажоритарному избирательному округу № 78 в Запорожской области (самовыдвижение). В 1999 г. — руководитель областного общественного штаба кандидата в Президенты Украины Леонида Кучмы. В 2002 г. баллотировался в Верховную Раду Украины по списку Коммунистической партии Украины (обновленной) — № 7 в партийном списке, в январе снял свою кандидатуру от КПУ(о) и далее баллотировался под № 73 в списке блока «За единую Украину!».
В 1998—2014 гг. — президент Запорожского областного союза промышленников и предпринимателей «Потенциал». С 2004 г. — председатель Запорожской областной федерации работодателей.
В 2001—2002 гг. — советник премьер-министра Украины на общественных началах.
С 2014 г. — народный депутат Украины 8-го созыва. Был избран по списку партии «Народный фронт» (№ 41).
Также являлся председателем Запорожской областной организации Всеукраинского объединения демократических сил «Злагода», членом координационного совета ВОДС «Согласие». Входил в составы правления и президиума Украинского союза промышленников и предпринимателей (УСПП) и Национального социально-экономического совета при Президенте Украины.
Полковник запаса.

## Семья
Жена — Людмила Ванат. Воспитал двух сыновей.

## Награды и звания
- Орден «Знак Почёта», орден «За заслуги» 3 и 2 степени.
- Почётный гражданин города Запорожье.
- Почётный доктор Запорожского государственного университета.